# Purple Hearts
Purple Hearts (bra: Continência ao Amor; prt: Corações Marcados) é um filme de romance americano de 2022 criado pela Netflix e dirigido por Elizabeth Allen Rosenbaum. É baseado no romance de mesmo nome de Tess Wakefield. É estrelado por Sofia Carson e Nicholas Galitzine. O filme retrata a história de uma aspirante a cantora e compositora chamada Cassie e de um fuzileiro naval chamado Luke, que se apaixonam um pelo outro apesar de muitos obstáculos. O filme foi lançado em 29 de julho de 2022.
Os direitos do filme eram originalmente de propriedade da Alloy Entertainment, mas a Netflix comprou os direitos em agosto de 2021. A produção do filme começou logo depois disso, com a maioria das cenas sendo filmadas em locais perto de Riverside e San Diego, Califórnia.

## Enredo
Cassie Salazar é garçonete e se apresenta com sua banda, The Loyal, em um bar. Diagnosticada com diabetes tipo 1 há seis meses, ela luta para comprar insulina. Em uma noite, ela serve a um grupo de fuzileiros navais que em breve serão enviados ao Iraque. Um deles, Luke Morrow, flerta com Cassie, mas ela o rejeita. Luke apresenta seu próprio conjunto de dificuldades: ele se tornou um viciado após a morte de sua mãe e, embora esteja limpo há dois anos, ainda deve US$ 15.000 ao seu traficante Johnno. Afastado de seu pai fuzileiro aposentado, ele pede ajuda ao irmão, mas ele recusa.
Cassie propõe a Frankie, seu amigo de infância e colega de quarto de Luke, que os dois se casem para que ela se beneficie do seguro-saúde concedido a cônjuges de militares. Frankie explica que planeja se casar com sua namorada Riley. Embora Luke escute e desaconselhe um casamento fraudulento, ele percebe que suas dificuldades financeiras podem ser resolvidas se ele se casar com Cassie. Eles concordam em se casar antes da partida de Luke para o Iraque. Depois de um ano, eles vão pedir o divórcio.
Frankie, a testemunha do casamento, dá a Cassie o anel com o qual planeja se casar com Riley, pedindo-lhe para mantê-lo seguro. Depois, os recém-casados vão para o bar com os colegas fuzileiros de Frankie e Luke. Cassie discute com um deles sobre uma piada sobre caçar árabes, resultando em uma discussão com Luke, mas para manter as aparências eles fingem fazer as pazes. Naquela noite, ele admite que tem medo tanto do casamento quanto do Iraque. Cassie o conforta e eles compartilham uma noite íntima juntos.
Na manhã seguinte, os fuzileiros navais já estão partindo para o Iraque. Cassie e Luke começam a enviar e-mails e a fazerem videochamadas um para o outro para manter a farsa. Ela diz a ele que escreveu uma música, "Come Back Home", para os fuzileiros navais. Ela canta a música para eles, consolando seus espíritos depois de um dia difícil.
A música viraliza. Em uma noite, durante uma apresentação, ela recebe uma ligação que informa que Luke foi gravemente ferido e será enviado de volta. Cassie tenta ligar para o irmão de Luke, mas acidentalmente liga para o pai, irritando Luke, pois seu pai é um oficial PM aposentado da Marinha que os entregaria. Depois, é revelado que Frankie foi morto em ação. Em seu funeral, ela dá a Riley o anel que ela prometeu a ele que manteria seguro.
Luke, agora em cadeira de rodas, se muda para o apartamento de Cassie depois de receber alta. Eles redecoram para sustentar a farsa de seu casamento na frente de seu pai, que o busca para a fisioterapia. Cassie adota Peaches/Pêssego, uma golden retriever, como animal de apoio emocional para ajudar na recuperação de Luke. A reabilitação de Luke e sua coabitação inspiram Cassie a escrever outra música, "I Hate the Way", que ela apresenta fabulosamente no Whisky a Go Go e chama a atenção das gravadoras.
Ainda em busca de seu dinheiro, Johnno quebra a janela da casa da mãe de Cassie e ameaça Luke. Naquela noite, o nível de açúcar de Cassie cai, deixando-a debilitada. Luke a ajuda a se recuperar e eles se beijam. No dia seguinte, Luke bate em Johnno, dá dinheiro a ele e diz a ele para ficar longe. Em vez disso, Johnno informa a mãe de Cassie sobre o passado de Luke. Quando Cassie confronta Luke, ele revela que roubou um carro de seu pai para vender, mas bateu, forçando-o a pedir dinheiro emprestado a Johnno para pagar seu pai de volta. Cassie pede o divórcio. Quando Luke volta para casa de uma corrida, ele é detido pelos PMs, que foram informados por Johnno de seu casamento fraudulento. O pai de Luke liga para Cassie para contar a ela sobre as acusações.
Na audiência, Luke se declara culpado, assumindo total responsabilidade e diz que Cassie não sabia que violou uma lei militar. Luke é condenado a seis meses na prisão, após isso receberá uma dispensa por má conduta.
A banda de Cassie assina com uma gravadora e abre o show da banda Florence and the Machine no Hollywood Bowl. Durante o show, no mesmo dia em que Luke será preso, Cassie canta sua mais nova música inspirada em Luke, "I Didn't Know", que ela aparentemente escreveu enquanto esperava pelo julgamento de Luke. Após o show, ela corre para confessar seu amor por Luke antes que ele seja levado preso. Luke dá a ela sua aliança de casamento e diz a ela "é real agora".
À medida que os créditos são exibidos, seis meses depois, Luke e Cassie aparecem como um casal feliz na praia, onde estão fazendo um piquenique com Peaches/Pêssego.

## Elenco
- Sofia Carson como Cassie Salazar, uma garçonete e bartender em um bar e a "esposa" de Luke
- Nicholas Galitzine como Luke Morrow, um fuzileiro naval dos EUA e "marido" de Cassie
- Chosen Jacobs como Frankie, amigo de Luke e amigo de infância de Cassie, a quem ela cuidou quando ele era mais novo
- John Harlan Kim como Toby, proprietário da gravadora de Cassie
- Kat Cunning como Nora, colega de trabalho e melhor amiga de Cassie
- Linden Ashby como Jacob Morrow Sr., pai de Luke e Jacob Morrow Jr.
- Anthony Ippolito como Johnno, um traficante de drogas a quem Luke deve US$ 15.000
- Scott Deckert como Jacob Morrow Jr., irmão de Luke
- Sarah Rich como Hailey, esposa de Jacob Morrow Jr.
- Loren Escandon como Marisol Salazar, mãe de Cassie
- Breana Raquel como Riley, namorada de Frankie
- Nicholas Duvernay como Armando, rival de Luke e Cassie
- AJ Tannen como Dr. Grayson, médico de Luke
- Michael C. Bradford como gerente de palco de Cassie

## Produção

### Seleção de elenco
Em novembro de 2020, foi feito um anúncio de que Carson deveria estrelar Purple Hearts como a protagonista feminina do filme. No anúncio, afirmou-se que ela também seria produtora executiva e escreveria e cantaria as músicas originais para a trilha sonora. Nesse mesmo mês, foi revelado que Charles Melton havia sido escalado como o protagonista masculino, mas logo antes do início da produção em agosto de 2021, Galitzine teria assumido o papel.
Em setembro de 2021, o Deadline Hollywood informou que Chosen Jacobs, John Harlan Kim, Anthony Ippolito, Kat Cunning, Sarah Rich, Scott Deckert e Linden Ashby se juntariam ao elenco do filme. No mesmo relatório, foi anunciado que Justin Tranter, indicado ao Grammy, escreveria e produziria as músicas originais, com Carson coescrevendo e performando músicas adicionais.

### Filmagens
As filmagens do filme começaram em agosto de 2021 e terminaram em outubro do mesmo ano. As gravações ocorreram no Condado de Los Angeles, Condado de San Diego, Riverside e Austin, Texas.
O diretor, Allen Rosenbaum, trabalhou com o conselheiro militar e veterano da Marinha James Dever para que o projeto da Netflix fosse filmado na base de Camp Pendleton. A primeira proposta foi rejeitada, no entanto, depois que Dever adicionou seu toque ao roteiro, a permissão foi concedida para filmar. O Deadline Hollywood descreveu o orçamento do filme como "econômico".
Em um tweet de Carson, ela revelou que duas apresentações especiais para o filme aconteceriam em 3 de outubro de 2021 no Whisky a Go Go e em 4 de outubro de 2021 no Hollywood Bowl.

## Música
O cantor/compositor indicado ao Grammy, Justin Tranter, escreveu e produziu as músicas originais para o filme. Carson também coescreveu e performou músicas adicionais para o projeto. Em 12 de julho de 2022, a Hollywood Records lançou a música "Come Back Home" para ajudar a promover o filme. Após o lançamento da Netflix, a trilha sonora oficial do filme foi disponibilizada digitalmente. A tracklist consiste em oito canções, todas performadas por Carson e inclui quatro canções originais coescritas pela mesma. Em 3 de agosto de 2022, Sofia Carson lançou o videoclipe oficial de "Come Back Home".

## Recepção

### Audiência
Depois de passar um dia na Netflix, o filme conquistou o primeiro lugar nas paradas diárias de popularidade, substituindo The Gray Man, que estava há oito dias em alta nos EUA. Na primeira semana de lançamento, o Top 10 Global da Netflix revelou que o filme obteve 48,230 milhões de horas assistidas. Em sua segunda semana, o filme obteve 102,590 milhões de horas assistidas. Em setembro, o filme registrou 228,600 milhões de horas assistidas.

### Resposta crítica
No site agregador de críticas Rotten Tomatoes, 30% das avaliações de 20 críticos são positivas, com uma classificação média de 4,9/10. O consenso do site diz: "Estrelas bonitas não são suficientes para compensar o roteiro repleto de estereótipos de Purple Hearts e a abordagem equivocada de temas sérios." No Metacritic, o filme tem uma pontuação média ponderada de 30 em 100, com base em 6 críticos, indicando "críticas geralmente desfavoráveis".
Claire Shaffer, do The New York Times, criticou o filme, afirmando que ele "tinha potencial para ser um melodrama comovente — ou talvez uma sátira afiada", mas "chafurda em tramas e subtramas inventadas". A resenhista também criticou os protagonistas. Luke Y. Thompson, do The A.V. Club, também foi crítico, descrevendo negativamente as cenas de amor que "não transmitem calor nem substância emocional", e as canções de "exageradas". David Ehrlich, revisando do IndieWire, afirmou que o filme foi exagerado e "não consegue se acalmar, embora seus dois personagens principais deem um ao outro algo para ter certeza pela primeira vez em suas vidas".
Ativistas antimilitares ficaram furiosos porque o filme retratou os militares americanos de uma forma amplamente positiva e alguns alegaram que a linguagem usada pelos personagens da história era ofensiva, o que Allen mais tarde esclareceu como parte do desenvolvimento de personagem e não uma visão promovida pela narrativa.

## Sequência
A diretora Elizabeth Allen Rosenbaum afirmou que "eles estão conversando casualmente sobre produzir uma continuação, mas nada é oficial". Carson acrescentou que adoraria ver uma sequência, dizendo: "Quem sabe... Ninguém nunca sabe!" Nicholas Galitzine afirmou que eles brincaram em particular sobre o que aconteceria, mas "teria que fazer sentido. Teria que desenrolar. Há muitas maneiras diferentes disso acontecer, o negócio é esperar e ver se é a história certa."